# Allocricetulus
Allocricetulus је род хрчака из породице Cricetidae, који се налазе у Азији.
Садржи следеће две врсте:
- Монголски хрчак (Allocricetulus curtatus)
- Еверсманов хрчак (Allocricetulus eversmanni)